# Abbie Mitchell
Abbie Mitchell (25 septembre 1884 - 16 mars 1960), également connue sous le nom de Abbey Mitchell, était une chanteuse soprano d'opéra américaine. Elle a créé le rôle de Clara dans la pièce de George Gershwin intitulée Porgy and Bess, en 1935.

## Biographie
Mitchell a commencé sa carrière dans des comédies musicales avec Will Marion Cook dans Clorindy ; ou encore dans Origin of the Cakewalk en 1898. Elle a également travaillé pour George Walker et Bert Williams (en), dans Troubadours de Blak Patti, et dans l'opérette The Red Moon en 1908 de Bob Cole et J. Rosamond Johnson. En 1919, Mitchell part pour l'Europe avec Will Marion Cook et son Southern Syncopated Orchestra, ils se marrièrent d'ailleurs en 1898.
Elle continua sa carrière dans des concerts ou dans des opéras, tout en enseignant ses vocations. Lee De Forest a réalisé le court métrage Songs of Yesteryear en 1922, avec une chanson de Mitchell, utilisant son Phonofilm. 
Elle mourut le 16 mars 1960 à New York.